# Puli Khumri
Puli Khumri (o Pul-i Kumri) (persa: پل خمری) és una ciutat del nord de l'Afganistan, capital del districte de Puli Khumri i de la província de Baghlan. El districte té una població estimada de 60.000 habitants i es seu del contingent militar hongarès.